# Verschuldenshaftung
Verschuldenshaftung bedeutet im Recht die gesetzliche Verantwortlichkeit für die rechtswidrige und darüber hinaus schuldhafte Verletzung von Rechtgütern oder Rechten Dritter. Entsprechende Haftungsvorschriften verlangen neben der Rechtswidrigkeit der Verletzung eines Rechtsguts beziehungsweise einer Verhaltenspflicht, dass die handelnde Person ein Verschulden beziehungsweise Vertretenmüssen trifft. Das Gegenstück zur Verschuldenshaftung stellt die verschuldensunabhängige Haftung (insbesondere Gefährdungshaftung) dar.

## Vertretenmüssen und Verschulden, Verschuldensfähigkeit
Das deutsche Zivilrecht verlangt für die Erfüllung eines Haftungstatbestands die Verwirklichung der Tatbestandsmerkmale, Rechtswidrigkeit des Verhaltens und ein Verschulden oder Vertretenmüssen. Dieser in § 276 BGB rudimentär verankerte Grundsatz stellt einen Grundpfeiler des deutschen Haftungsrechts dar. Die Verschuldenshaftung ist die Einstandspflicht für verschuldetes Unrecht, der Prüfungsschritt des Verschulden beziehungsweise Vertretenmüssen der Garant dafür, dass nach der Grundkonzeption des deutschen Zivilrechts nur Nachteile ausgeglichen werden müssen, die der Handelnde vorwerfbar verursacht hat.
Die Begriffe Vertretenmüssen und Verschulden stehen dabei in einem Über-/Unterordnungsverhältnis. Vertretenmüssen ist der Oberbegriff und bezeichnet die Pflicht, für einen von dem Handelnden verursachten Nachteil (typischerweise Schaden) einstehen zu müssen (weshalb die korrekte Begrifflichkeit entgegen der allgemeinen Verwendung sinnvoller „Vertretenmüssenhaftung“ lauten müsste). Eine solche Einstandspflicht ergibt sich nach dem gesetzlichen Archetypus aus einem eigenen Verschulden, umgangssprachlich als „Schuld sein“ bezeichnet, was nach § 276 Abs. 1 BGB wiederum der Oberbegriff für Vorsatz (Wissen und Wollen) und Fahrlässigkeit (Sorgfaltswidrigkeit) ist. Ein Vertretenmüssen kann sich aber auch aus anderen Gründen ergeben, beispielsweise nach § 278 BGB daraus, dass ein Geschäftsherr einen Erfüllungsgehilfen, etwa einen Subunternehmer, einsetzt und sich dessen Pflichtverletzung als eigenes Verschulden anrechnen lassen muss, weil er das Geschäft nicht selbst, sondern durch einen Dritten verrichtet hat. In einem solchen Fall spricht man von der Zurechnung fremden Verschuldens; dem Handelnden wird kein eigenes Verschulden, sondern das eines anderen angelastet. Ebenfalls kann sich das Vertretenmüssen daraus ergeben, dass der Handelnde garantiert hat, dass er eine bestimmte Leistung in einer bestimmten Form erbringe.
Zusammengefasst hat eine Person für Schäden und sonstige Nachteile einzustehen, die sie entweder vorsätzlich oder fahrlässig verursacht hat, die aufgrund eines vorsätzlichen oder fahrlässigen Verhaltens eines Dritten, für den die handelnde Person einzustehen hat, eingetreten sind, oder für deren Ausbleiben der Handelnde eine Garantie abgegeben hat. Entsprechend stellt sich der Grundaufbau von Haftungsnormen im deutschen Zivilrecht wie folgt dar:
1. Tatbestand (Verletzung eines Rechts oder einer vertraglichen Pflicht)
2. Rechtswidrigkeit (Verstoß des Verhaltens gegen die Rechtsordnung insgesamt)
3. Vertretenmüssen (Vorwerfbarkeit des Verhaltens aufgrund von eigenem Verschulden, zugerechnetem Verschulden oder Garantieabgabe)

Allgemeine Voraussetzung für die Haftung nach einer verschuldensabhängigen Haftungsnorm ist, dass der Handelnde verschuldensfähig ist, ihn nach den gesetzlichen Bestimmungen überhaupt ein Verschuldensvorwurf trifft. Nach § 276 Abs. 1 Satz 2 BGB, der auf die Vorschriften der § 827 BGB und § 828 BGB verweist, ist dafür erforderlich, dass die handelnde Person ihre Handlungen steuern kann (Steuerungsfähigkeit) und begreifen kann, dass ihre Handlungen einen Unrechtstatbestand verwirklichen (Einsichtsfähigkeit). Nach deutschem Recht sind Kinder unter 7 Jahren generell nicht verschuldensfähig, während für den Zeitraum zwischen dem siebten und dem achtzehnten Lebensjahr eine wertende Betrachtung im Einzelfall vorzunehmen ist, wobei die Einzelheiten juristisch umstritten sind. Ebenfalls ist die Verschuldensfähigkeit ausgeschlossen, wenn die Person von einer krankhaften Geistesstörung betroffen ist. Entscheidend ist einzig der Zustand in dem Moment, in welchem die Person die fragliche Handlung vornimmt, weshalb auch eine geistig schwer erkrankte Person bezüglich einer konkreten Handlung verschuldensfähig sein kann, wenn die geistige Beeinträchtigung in diesem Moment vorübergehend weniger schwer wirkte, beispielsweise im Rahmen einer periodisch intensiver und weniger intensiver auftretenden Demenz, siehe lichter Moment.

## Die wichtigsten Haftungsnormen
Die wichtigsten verschuldensabhängigen Haftungsnormen im deutschen Zivilrecht lassen sich grob in zwei Kategorien unterteilen: Haftungsnormen aus dem Schuldrecht und Haftungsnormen aus dem Deliktsrecht.
Im Schuldrecht resultiert die Haftung eines Handelnden daraus, dass eine vertraglich vereinbarte oder aufgrund eines gesetzlichen Schuldverhältnis begründete Pflicht von dem Handelnden verletzt wird; die betroffenen Personen sind also bereits im Zeitpunkt der Verletzungshandlung durch ein Rechtsverhältnis miteinander verbunden. Im Deliktsrecht resultiert die Haftung daraus, dass der Handelnde ein absolut-geschütztes Rechtsgut einer anderen Person verletzt. Ein bereits bestehendes Rechtsverhältnis zwischen den Beteiligten ist hierfür nicht erforderlich, ein solches (gesetzliches Schuldverhältnis) entsteht vielmehr erst durch die Verletzungshandlung.
Darüber hinaus finden sich in diverse Spezialgesetze verstreut weitere Einzelhaftungsnormen.

### Schuldrechtliche verschuldensabhängige Haftungsnormen

#### Schadensersatz statt und neben der Leistung und Aufwendungsersatz nach §§280ff. BGB
Erfüllt ein Vertragspartner eine vereinbarte Leistung aus dem Vertrag schuldhaft nicht (Nichtleistung) oder lediglich mangelhaft (Schlechtleistung) oder wird die Leistung nachträglich unmöglich (§ 275 BGB), ist der Schuldner dem anderen Teil zum Ersatz des daraus entstehenden Schaden beziehungsweise zum Ersatz der Aufwendungen verpflichtet, die dem anderen Teil wegen der Pflichtverletzung beziehungsweise der Unmöglichkeit entstehen, wenn den Schuldner ein Vertretenmüssen trifft (siehe § 280 Abs. 1 Satz 2 BGB).
Beispiele
- Ein Maler streicht eine Wand vorsätzlich in einer anderen als der vereinbarten Farbe
- Ein gekauftes Auto hat von vorneherein einen Motorschaden, der Verkäufer wusste dies
- Eine Hochzeitstorte wird zu spät geliefert, weil der Händler sich nicht rechtzeitig um einen Transport bemüht hat
- Ein Handwerker beschädigt bei der Reparatur des Waschbeckens die Toilette, weil er sein Werkzeug nicht ordnungsgemäß lagert
- Ein einzigartiges Gemälde wird noch vor Auslieferung an den Käufer im Lager des Verkäufers zerstört

#### Schadensersatz statt der Leistung und Aufwendungsersatz nach § 311a Abs. 2 BGB
Verspricht ein Vertragspartner eine Leistung, die schon bei Vertragsschluss unmöglich zu erbringen ist (§ 275 BGB), ist der Vertrag dennoch wirksam, der andere Teil kann jedoch Schadensersatz statt der Leistung oder Ersatz getätigter Aufwendungen verlangen, wenn der Schuldner bei Vertragsschluss wusste oder hätte wissen müssen (Fahrlässigkeit), dass die Leistung unmöglich zu erbringen ist.
Beispiel
- Ein Taucher verspricht einem Kunden, einen Ring aus dem Meer zu bergen, obwohl er weiß, dass der Ring aufgrund von Strömungen bereits unauffindbar ist.

### Deliktische verschuldensabhängige Haftungsnormen

#### Schadensersatz wegen der Verletzung eines absolut geschützten Rechtsguts nach § 823 Abs. 1 BGB
Verletzt eine Person rechtswidrig ein absolut geschütztes Rechtsgut einer anderen Person und handelt dabei vorsätzlich oder fahrlässig, ist sie der anderen Person zum Ersatz des daraus entstehenden Schadens verpflichtet. Neben den in § 823 Abs. 1 BGB genannten Rechtsgütern Eigentum, Leben, Gesundheit und Freiheit sind als sonstige absolut geschützte Rechtsgüter anerkannt dingliche Nutzungsrechte, Anwartschaftsrechte, der berechtigte Besitz, das Namensrecht, Immaterialgüterrechte (Firma, Marke, Patent), Mitgliedschaftsrechte bei Gesellschaften, das allgemeine Persönlichkeitsrecht und das Recht am eingerichteten und ausgeübten Gewerbebetrieb. Das Vermögen selbst ist kein absolut geschütztes Rechtsgut; finanzielle Schäden sind nach dieser Vorschrift daher nur geschützt, wenn sie aus der Verletzung eines absolut geschützten Rechtsgutes resultieren.
Beispiele
- Vorsätzliches Absägen der Hecke eines Nachbarn
- Verletzung eines Passanten durch verkehrswidriges Fahren mit dem Fahrrad auf dem Bürgersteig
- Faustschlag gegen einen anderen mit der Folge von Verletzungen bei diesem

#### Schadensersatz wegen der Verletzung eines Schutzgesetzes nach § 823 Abs. 2 BGB
Ähnlich wie nach § 823 Abs. 1 BGB hat eine Person einer anderen Person nach § 823 Abs. 2 BGB sämtliche Schäden zu ersetzen, die diese erleidet, weil die handelnde Person gegen ein Schutzgesetz verstößt, welches zumindest auch die Rechte von anderen Personen schützen soll. Ob dies bei einem Gesetz der Fall ist, ist durch Auslegung zu ermitteln. Typische Schutzgesetze im Sinne des § 823 Abs. 2 BGB sind strafrechtliche Vorschriften, die evident den Schutz privater Rechtsgüter bezwecken (Betrug, falsche Verdächtigung, Beleidigung, Nötigung, Freiheitsberaubung), wobei bei Verwirklichung dieser Vorschriften in einigen Fällen ohnehin auch bereits eine Verletzung eines absolut geschützten Rechtsguts nach Abs. 1 gegeben ist (Körperverletzung, Totschlag, Diebstahl, Hausfriedensbruch).
Beispiele
- Betrügerische Telefonanrufe zur Erlangung von Geld durch Überweisung
- Verleumdung einer anderen Person, die zur Kündigung durch dessen Arbeitgeber führt
- Einsperren einer anderen Person, wodurch diese eine Geschäftschance verpasst

#### Schadensersatz wegen vorsätzlicher sittenwidriger Schädigung nach § 826 BGB
Im Gegensatz zur Vorschrift des § 823 BGB schützt § 826 BGB auch das Vermögen, setzt dafür aber höhere Anforderungen an die Verwerflichkeit des Verhaltens: in einer gegen die guten Sitten verstoßenden Weise.
Beispiel
- Täuschung des Vertragspartners bei Vertragsschluss über die Verkehrsfähigkeit einer Leistung (siehe Abgasskandal)[23] Auch wenn in diesen Fällen ein Vertrag zwischen den Parteien geschlossen wurde, können die Voraussetzungen der hierfür eigentlich gedachten schuldrechtlichen Haftungsnormen im Einzelfall aus verschiedenen Gründen nicht erfüllt sein, weshalb die deliktischen Haftungsnormen insoweit als Auffangtatbestände eingreifen.

### Spezialgesetzliche verschuldensabhängige Haftungsnormen
Zu nennen sind hier beispielhaft § 97 Abs. 2 UrhG (Schutz des Urheberrechts) und § 14 Abs. 4 MarkenG (Schutz des Markenrechts). Ebenfalls sieht die DSGVO in Art. 82 Abs. 1, Abs. 3 einen verschuldensabhängigen Haftungstatbestand für jede Verletzung der Rechte aus der DSGVO vor.

## Abgrenzung: Verschuldensunabhängige Haftung
Von der Verschuldenshaftung sind verschuldensunabhängige Haftungsformen abzugrenzen, die gerade kein Element des Verschuldens oder Vertretenmüssens verlangen. Dazu gehören die Gefährdungshaftung, die nach österreichischem Recht geltende Eingriffshaftung bei der erlaubten Zufügung von Schäden und die bei zufällig eintretenden Ereignissen geltende Erfolgshaftung. So haftet gemäß gemäß § 833 Satz 1 BGB der Halter eines Luxustieres (beispielsweise einer Hauskatze) für alle Schäden, die dieses Tier verursacht, auch wenn dem Halter bezüglich der Entstehung des konkreten Schadens kein Verschulden vorgeworfen werden kann. Gleiches gilt nach § 1 Abs. 1 ProdHaftG für den Hersteller eines Produkts und nach § 7 Abs. 1 StVG für den Fahrzeughalter.
Hintergrund dieser Haftungsvorschriften ist der Gedanke, dass in bestimmten Fällen eine Einstandspflicht einer bestimmten Person für Schäden gerechtfertigt ist, obwohl sie diese Schäden nicht vorwerfbar verursacht hat.
Im Rahmen der Gefährdungshaftung liegt die Rechtfertigung darin, dass die handelnde Person zu ihrem eigenen Vorteil eine Gefahrenquelle für andere Personen schafft und daher generell für Schäden einzustehen hat, die von dieser Gefahrenquelle verursacht werden. So ermöglicht der Halter eines Fahrzeugs durch die Zulassung auf seinen Namen den Betrieb des Fahrzeugs und schafft damit eine Gefahr für andere Personen im Straßenverkehr, weshalb es gerechtfertigt ist, ihn nach § 7 Abs. 1 StVG auch für solche Schäden haften zu lassen, die er schuldlos verursacht hat. Gleichermaßen schafft ein Tierhalter, der sich ein Tier lediglich zum persönlichen Vergnügen anschafft (Luxustier, § 833 Satz 2 BGB), eine Gefahr für andere Personen, dass dieses Tier Schäden anrichtet (Hundebiss, Katzenverunreinigungen), weshalb es gerechtfertigt ist, den Tierhalter für solche Schäden haften zu lassen, auch ohne dass ihm bezüglich dieser Schäden ein Verschuldensvorwurf gemacht werden kann. Die Einstandspflicht findet ihre Rechtfertigung auch gerade darin, dass die geschaffenen Gefahrenquellen mitunter unbeherrschbar sein können.

## Rechtsfolgen
Erfüllt jemand die Voraussetzungen der Verschuldenshaftung, so muss er für den entstandenen Schaden Schadensersatz leisten. In welcher Form der Schaden zu ersetzen ist (Naturalrestitution oder Geldersatz) regeln §§ 249 ff. BGB, die für nahezu sämtliche Schadensersatzansprüche gelten.
Das deutsche Recht geht grundsätzlich von einem Vorrang der realen Naturalrestitution aus; der Schuldner hat den natürlichen Zustand (wieder-)herzustellen, der bestehen würde, wenn das schädigende Ereignis nicht eingetreten wäre. Hiervon besteht nach § 249 Abs. 2 BGB eine Ausnahme, wenn der Schaden in der Verletzung einer Person oder in der Beschädigung einer Sache liegt; in diesen Fällen kann der Geschädigte wählen, ob er die Wiederherstellung des ursprünglichen Zustands durch den Schädiger selbst (etwa die Reparatur nach einem Autounfall) oder den dafür erforderlichen Geldbetrag verlangt. Der Geschädigte soll die Reparatur einer beschädigten Sache beziehungsweise die Heilung einer Verletzung nicht demjenigen anvertrauen müssen, der den Schaden verursacht hat, was in der Praxis effektiv zu einer Umkehr des gesetzlichen Systems führt, da eine geschädigte Person in aller Regel den Geldersatz wählt und den Schaden bei einem Vertragspartner seiner Wahl (etwa einer Auto-Werkstatt) beseitigen lässt.
Aus § 253 Abs. 1 BGB ergibt sich der im deutschen Recht geltende Grundsatz, dass immaterielle Schäden (Nichtvermögensschäden) im Gegensatz zu Vermögensschäden nur dann zu ersetzen sind, wenn das Gesetz dies ausnahmsweise anordnet. Nichtvermögensschäden zeichnen sich dadurch aus, dass sie sich nicht wirtschaftlich auswirken, sondern einen anderen Nachteil für den Geschädigten darstellen, in der Regel durch eine Beeinträchtigung des allgemeinen Wohlbefindens (Geräuschs- und Geruchsbelästigungen, Zeitverlust, Verhinderung des Betreiben eines Hobbys, körperliche Schmerzen). In § 253 Abs. 2 BGB ist der prominenteste der immateriellen und dennoch ersatzfähigen Schäden geregelt, das sogenannte Schmerzensgeld. Demnach hat ein Schädiger dem Geschädigten bei einer Verletzung des Körpers, der Gesundheit, der Freiheit oder der sexuellen Selbstbestimmung Schadensersatz auch wegen Nichtvermögensschäden in Form einer Billigkeitsentschädigung zu leisten. Die angemessene Höhe eines solchen Schmerzensgeldes ist anhand der Einzelumstände zu bemessen, was zu einer Reihe von Einzelentscheidungen verschiedenster Gerichte zu unterschiedlichen Verletzungen und Krankheitsverläufe geführt hat, die von juristischen Literaturvertretern in Schmerzensgeldtabellen gesammelt werden.
Die zu ersetzenden Schadenspositionen nach einem schädigenden Ereignis können sich nach dem Regelungsregime der §§ 249 ff. BGB im Ergebnis auf verschiedene Schadenstypen aufteilen: Bei einem Verkehrsunfall mit körperlichen Verletzungen hat der Verursacher bezüglich notwendiger Reparaturen am Fahrzeug des Geschädigten und etwaiger Heilbehandlungskosten (Krankenhausgebühren, Arztrechnungen, Medikamentenkosten) den dafür erforderlichen Geldbetrag nach §§ 823 Abs. 1, 249 Abs. 2 BGB zu ersetzen (Vermögensschäden) und darüber hinaus ein Schmerzensgeld wegen des erlittenen körperlichen Leidens nach § 253 Abs. 2 BGB zu leisten (Nichtvermögensschaden).

## Andere Länder
Die österreichische Verschuldenshaftung ist allgemein in § 1295 Abs. 1 ABGB kodifiziert. Hinzu kommen weitere Erfordernisse, die Kausalität („zugefügt“) und die Rechtswidrigkeit (§ 1294 ABGB). Der Schadensersatzanspruch des Geschädigten ergibt sich aus § 1295 Abs. 1 ABGB. Danach entspringt der Schaden entweder aus einer widerrechtlichen Handlung oder Unterlassung eines Anderen oder aus einem Zufall. Gibt es Zweifel über das Verschulden, gilt die Vermutung, dass der Schaden ohne Verschulden entstanden ist (§ 1296 ABGB). Ein Sachverständiger haftet gemäß § 1300 ABGB, wenn er fahrlässig einen falschen Rat erteilt.
In der Schweiz regelt Art. 41 OR die Grundform der außervertraglichen Verschuldenshaftung, wonach der Schädiger Schadensersatz zu leisten hat, wenn er einem anderen fahrlässig oder vorsätzlich widerrechtlichen Schaden zufügt. Der Geschäftsherr haftet für den Schaden, den seine Arbeitnehmer in Ausübung ihrer dienstlichen Verrichtungen verursacht haben, wenn er nicht die gebotene Sorgfalt angewendet hat (Art. 55 OR). Die Tierhalterhaftung ergibt sich aus Art. 56 OR, die Werkeigentümerhaftung aus Art. 58 OR. Nach Art. 333 ZGB haftet das Familienoberhaupt für Personen, die seiner Aufsicht unterstehen.
In Frankreich setzt die deliktische Verschuldenshaftung (französisch responsabilité delictuelle pour faute) nach Art. 1382 Code civil (CC) und Art. 1383 CC den Eintritt eines Schadens (französisch faute) und die Kausalität zwischen Verhalten und Schaden voraus.
Italien kennt eine Verschuldenshaftung nach dem Recht der unerlaubten Handlung aus Art. 2043 Codice civile, die eine Entschädigung für Fehlverhalten (italienisch risarcimento per fatto illecito) vorsieht. In Spanien gibt es ohne Verschulden des Schädigers grundsätzlich keine außervertragliche Verschuldenshaftung (spanisch responsibilidad extracontractual). Nach Art. 1902 Código civil ist der Schädiger, der durch schuldhafte oder fahrlässige Handlung oder Unterlassung einem anderen Schaden zufügt, verpflichtet, den verursachten Schaden zu beheben.